# Messinastrædet
Messinastrædet (Italiensk: Stretto di Messina) er et smalt stræde mellem den østlige del af Sicilien og den sydlige del af Calabrien på det italienske fastland. Strædet forbinder det Tyrrhenske Hav med det Ioniske Hav og er på det smalleste sted 3,1 km bredt og har en maksimal dybde på 250 m.
Strædet er karakteriseret ved kraftige tidevandsstrømme, der er årsag til et unikt marint økosystem. Tidevandsstrømmene skaber i den nordlige ende af strædet de naturlige strømhvirvler, som bl.a. er ophav til myten om Skylla og Charybdis i græsk og romersk mytologi. Står man på Calabriens kyst og kigger mod Sicilien kan man undertiden opleve det optiske fænomen fatamorgana.

## Geologi
Strædet ligger i et meget tektonisk aktivt område og rammes ofte af jordskælv. Den 28. december 1908 udløstes jordskælvet i Messina 1908 i dybet under strædet, og omkring 72.000 mennesker på Sicilien og i Calabrien omkom.

## Infrastruktur

### Færgedrift
Der er færgeforbindelse mellem byerne Messina (på Sicilien) og Villa San Giovanni, der ligger ca. 12 km nord for Reggio di Calabria (hovedby i provinsen Calabrien). Færgen overfører også togene fra hovedstrækningen Napoli-Palermo. Desuden er der en hydrofoilbåd forbindelse mellem Messina og Reggio di Calabria.

### Broprojektet
Der har i årtier været diskuteret og arbejdet på at opføre en bro over strædet. I starten af det nye årtusinde så det ud til endelig at blive til noget, indtil Romano Prodis regering i 2006 lagde projektet dødt. I marts 2009, under Silvio Berlusconis regering, blev projektet trukket frem igen og revideret. Man ansøgte EU om støtte på 1,3 mia. EUR. ud af en samlet anlægssum på 6,1 mia. EUR. Broen skulle være 3,3km lang og 60m bred og skulle bæres af to pyloner på 382m. Brodækket skulle bestå af en firesporet motorvej og en dobbeltsporet jernbane, samt nødspor og fortov.
Den 3. november 2012 indgik en af Beijings store fonde China Investment Corporation (CIC) og det kinesiske ingeniørfirma China communication and construction company (Cccc) i projektet. Broen forventes at stå klar i 2016.

### Elforsyning til Sicilen
I 1957 udspændte man en 150kV (senere udvidet til 220kV) højspændingsforbindelse over strædet, båret af 232 m høje stålpyloner. Forbindelsen blev i 1985 erstattet af et undersøisk kabel med en transmissionskapacitet på 1000MW, men pylonerne står stadig, og er beskyttede som historiske monumenter.